# ليودسكي فرت
ملعب حديقة الشعب هو ملعب متعدد الاستخدام يقع في مدينة ماريبور السلوفينية . غالبا ما يتم استخدامه لمباريات كرة القدم . يسع الملعب لجلوس 12,435 متفرج . يعتبر الملعب الرسمي الذي يخوض فيه منتخب سلوفينيا مبارياته الدولية . تم افتتاح الملعب في سنة 1962 ثم تم تجديده 4 مرات في 1994 ، 1998 ، 1999 ، و 2008 بينما تمت توسعته مرتين في 1999 و 2008 .